# Сіріл Дессерс
Сіріл Дессерс (фр. Cyriel Dessers, нар. 8 грудня 1994, Тонгерен) — нігерійський та бельгійський футболіст, нападник клубу «Рейнджерс» і національної збірної Нігерії.
Виступав, зокрема, за клуби «Утрехт» та «Генк», а також молодіжну збірну Бельгії.

## Клубна кар'єра
Народився 8 грудня 1994 року в місті Тонгерен. Вихованець футбольної школи клубу «Ауд-Геверле». У 2013 році він був включений в заявку основної команди. 16 березня 2014 року в матчі проти «Монса» (2:3) дебютував у Жюпіле-лізі. Цей матч так і залишився єдиним.

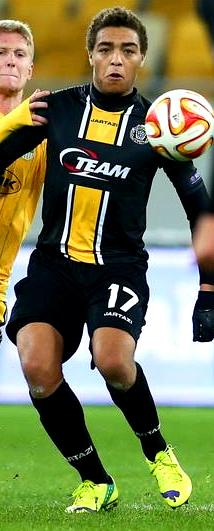
Сіріл Дессерс під час виступів за «Локерен». 12 грудня 2014 року.

У квітні 2014 року Дессерс підписав дворічну угоду з «Локереном». 8 серпня в поєдинку проти «Генка» він дебютував за новий клуб. 11 квітня 2015 року в поєдинку проти «Вестерло» Дессерс забив свій перший гол за нову команду.
У липні 2016 року Сіріл перейшов в нідерландський «НАК Бреда». 5 серпня в матчі проти «Йонг Утрехта» (4:1) він дебютував у Еерстедивізі, другому дивізіоні країни, у цьому ж поєдинку Дессерс забив свій перший гол за НАК. Загалом за сезон він забив 29 голів в 40 матчах в усіх турнірах і допоміг команді вийти до вищого дивізіону.
Втім там Сіріл став виступати вже у складі іншої команди, оскільки у червні 2017 року перейшов в «Утрехт», підписавши з клубом контракт на три роки. 11 серпня в матчі проти «АДО Ден Гаг» він дебютував у Ередівізі, у цьому ж поєдинку Дессерс зробив «дубль», забивши свої перші голи за «Утрехт». 
У першому сезоні Дессерс був основним гравцем, але у другому втратив місце в основі, через що у липні 2019 року підписав трирічний контракт з «Гераклес» (Алмело). У цій команді Сіріл знову став основним бомбардиром команди і у сезоні 2019/20 забив 15 голів до моменту дострокового припинення у зв'язку з пандемією COVID-19, ставши разом із Стевеном Бергейсом найкращими бомбардирами Ередивізі. Щоправда Футбольна федерація Нідерландів вирішила скасувати результати турніру, в результаті чого офіційно не було визначено чемпіона та не було нагороджено найкращих бомбардирів.
30 червня 2020 року Дессерс перейшов у бельгійський «Генк», підписавши угоду на чотири роки.

## Виступи за збірну
2015 року викликався до складу молодіжної збірної Бельгії, але так за неї і не зіграв.
Оскільки Дессерс народився в сім'ї бельгійця і нігерійки, в грудні 2019 року він погодився виступати за національну збірну Нігерії. 4 березня 2020 року Дессерс був викликаний головним тренером збірної Нігерії Гернотом Рором на матчі кваліфікації Кубка африканських націй 2021 року проти збірної Сьєрра-Леоне. Втім через пандемію COVID-19 той матч було скасовано та перенесено на невизначений термін.
Дебютував за нігерійську збірну 13 жовтня 2020 року, взявши участь у товариській грі проти Тунісу.
| Дата       | Місто                  | Господарі | Результат | Гості   | Турнір           | Голи | Примітки |
| ---------- | ---------------------- | --------- | --------- | ------- | ---------------- | ---- | -------- |
| 13-10-2020 | Санкт-Файт-ан-дер-Глан | Нігерія   | 1 – 1     | Туніс   | товариський матч | -    | 72'      |
| 28-5-2022  | Арлінгтон              | Мексика   | 2 – 1     | Нігерія | товариський матч | 1    | 81'      |
| 2-6-2022   | Гаррісон               | Еквадор   | 1 – 0     | Нігерія | товариський матч | -    |          |
| 27-9-2022  | Бір-ель-Джір           | Алжир     | 2 – 1     | Нігерія | товариський матч | -    | 85'      |
| Усього     |                        | Матчів    | 4         |         | Голів            | 1    |          |

## Титули і досягнення

### Командні
- Володар Кубка Бельгії (1):

«Генк»: 2020-21
- Володар Кубка шотландської ліги (1):

«Рейнджерс»: 2023-24

### Особисті
- Найкращий бомбардир чемпіонату Шотландії (1):

«Рейнджерс»: 2024-25